# Team Heretics
Team Heretics, plus couramment abrégé Heretics, est une équipe espagnole d'esport, créée le 24 août 2016 par les vidéastes espagnols David "The Gregf" Cánovas Martínez et Jorge "Goorgo" Orejudo. Elle possède actuellement des équipes sur League of Legends, Valorant et Call of Duty et est engagée au plus haut niveau sur tous ces jeux. L'équipe était également engagée sur d'autres jeux comme FIFA, Counter-Strike: Global Offensive, Tom Clancy's Rainbow Six: Siege ou Fortnite mais s'est progressivement retirée pour se concentrer sur les jeux Riot Games et Call of Duty.

## Historique
Team Heretics a été fondé le 24 août 2016 par deux streameurs espagnols très populaires sur Twitch : TheGrefg et Goorgo. Elle utilise beaucoup de créateurs de contenu hispanophones pour faire la promotion de son équipe. grâce à cela et à l'influence de ses deux fondateurs, Heretics acquiert une notoriété nationale en peu de temps. Elle se fait également un nom sportivement sur la scène compétitive espagnole et atteint une renommée internationale en participant aux grands tournois de la franchise de jeux vidéo Call of Duty. Cependant, le club abandonnera cette compétition après avoir échoué à obtenir une place en Call of Duty League pour la saison 2020. De 2020 à 2021, le club se concentre alors sur le création de contenu et moins sur l'aspect sportif du club.
En 2022, quelques mois après son retour en ligue espagnole sur League of Legends, Team Heretics revient sur le devant de la scène internationale en juillet 2022 avec l'achat de sa place en LEC pour la saison 2023, la plus haute division européenne de la compétition League of Legends. Les Heretics rachètent la place de l'organisation américaine Misfits Gaming pour un montant de 40 millions d'euros. C'est la transaction la plus chère de ce type enregistrée en occident depuis l'instauration des ligues franchisées.
Team Heretics revient sur Call of Duty le 23 août 2023 en s'associant une nouvelle fois avec Misfits Gaming, qui possède les Florida Mutineers. L'équipe est renommée Miami Heretics. Quelques mois plus tard, Team Heretics fait son entrée parmi les dix équipes fondatrices du VCT EMEA, l'équivalent de la LEC pour Valorant. Cependant, l'équipe se désengage progressivement de ses autres esports, fermant progressivement ses sections FIFA et Fortnite notamment.
Le joueur de football Sergio Reguilón est un des actionnaires du club.

## League of Legends

### Team Heretics en SuperLiga

#### Saison 2017
L'équipe League of Legends est créée le 25 janvier 2017 et débutera en seconde division espagnole, avec pour objectif de monter en première division dès la première année. Heretics dispose d'un très bon effectif et, pour sa première compétition, remporte la deuxième division, synonyme d'accès aux barrages de promotion-relégation pour la première division. Cependant, l'équipe tombera face à Asus Rog Army (aujourd'hui devenue Barça eSport). Cependant, pour le deuxième segment de l'année, l'équipe perd son jungler Razork et son midlaner Miniduke, ce qui affecte le niveau de l'équipe qui ne terminera que 6e. Ainsi, après avoir échoué à atteindre son objectif, l'équipe League of Legends est dissoute.

#### Saison 2019
En 2019, Heretics revient sur League of Legends sous la forme d'un partenariat avec G2 Esports. Cette dernière souhaitant créer une équipe académique, Heretics apparaissait comme la structure parfaite pour G2 de par la grande communauté de celle-ci, et la collaboration avec une des meilleures équipes du monde était également une excellente opportunité pour Heretics. Si l'équipe se qualifiera pour les play-offs des segments de printemps et d'hiver, elle ne participera pas aux European Masters et ne remportera aucune compétition. Après un an de coopération, le partenariat entre les deux structures s'arrête et l'équipe est à nouveau dissoute.

#### Saison 2022
Fin 2021, si une place en seconde division lui a été offerte par la ligue, Heretics parvient à racheter la place en première division de la section esport du Real Betis et entre donc pour la première fois au plus haut niveau espagnol. L'équipe emploie de grands moyens et, si le segment de printemps n'est pas très glorieux, Heretics remportera le segment d'été de SuperLiga, qui lui permettra également de remporter les European Masters.

#### Saison 2023
Malgré le rachat de la place de Misfits Gaming en LEC, Heretics conserve une équipe en SuperLiga qui servira d'équipe académique. Dans un but d'identification, l'équipe est renommée Los Heretics.
Peu de changements sont effectués dans l'effectif et l'équipe parvient même à se renforcer. L'équipe conserve ainsi son topside, composé de iBo, bluerzor et Zwyroo. Ils sont rejoint par l'ex-champion de LEC Victor "Flakked" Lirola Tortosa ainsi que l'une des révélations d'Ultraliga, Igor "marlon" Tomczyk. Après une beau segment de printemps conclu sur une défaite en finale de SuperLiga face aux Movistar Riders, Los Heretics s'inclinent en demi-finale d'EMEA Masters face aux Unicorns of Love SE.
Les performances en dents de scie de Jackspektra en LEC combiné aux très bonnes performances de Flakked en académie font que les deux joueurs échangent de place durant l'intersaison. Si l'équipe LEC bénéficie de ce changement, ce n'est pas le cas de l'équipe académique qui se qualifie en play-offs, mais est sorti dès le premier tour par l'équipe académique de KOI, ce qui signe la fin de leur saison. Comme consolation, le club remportera l'Iberian Cup, coupe d'intersaison locale.

### Team Heretics en LEC

#### Saison 2023
À la suite de l'annonce du retrait de Misfits Gaming de LEC, Heretics rachète leur place pour plus de 30 millions d'euros et intègre donc la plus haute division européenne. Heretics se bâtit un effectif prometteur, autour du botlaner Jakob "Jackspektra" Gullvag Kepple, pièce centrale de l'équipe victorieuse aux European Masters, et de Marcin "Jankos" Jankowski, qui sort de 5 ans au plus haut niveau chez G2 Esports. Ils sont rejoints par Shunsuke "Evi" Murase, le meilleur joueur de l'histoire du Japon, avec 5 participations parmi les 6 derniers championnats du monde, le Coréen Lee "Ruby" Sol-min, performant aux EMEA Masters de l'année dernière et le Grec Mertai "Mersa" Sari, l'ancien support de Misfits Gaming. L'équipe est encadrée par Peter Dun, un coach réputé pour sa capacité à former des talents bruts et Christopher "SEeel" Lee, vainqueur du LEC en tant que coach assistant chez Rogue.
Les résultats sportifs seront toutefois très décevants : l'équipe termine 8e du segment d'hiver et 9e du segment de printemps, malgré des performances XXL de Jankos. Heretics opèrent de gros changements dans l'effectif pour tenter de se qualifier aux Worlds. Le botlaner Flakked est promu de l'équipe académique alors que Jackspektra fait le chemin inverse, tandis que Ruby est libéré de son contrat et remplacé par le Français Vetheo. L'équipe connait de bien meilleurs résultats bien meilleurs au segment d'été, mais est éliminé par Fnatic dans un match de playoffs qui s'avère qualificatif pour les finales du LEC.

#### Saison 2024
Pour sa deuxième saison, Heretics décide de jouer sur une recette qui a bien fonctionné il y a plusieurs années en recrutant Martin "Wunder" Nordahl Hansen en toplane et Luka "Perkz" Perković à la midlane. Combinés à Jankos, ils reforment l'ossature légendaire de G2 Esports d'il y a quelques années, finaliste des Worlds en 2019 et demi-finaliste en 2018 et 2020 (bien que Perkz jouait en botlane en 2019 et 2020). Flakked est conservé dans l'effectif et est rejoint par Norman "Kaiser" en provenance de chez Team Vitality.
Là encore, le début de saison est mauvais, avec une triste 7e place au segment d'hiver et un jeu balbutiant. Kaiser est ainsi remplacé par Adrian "Trymbi" Trybus, mais quelques jours avant la reprise, Perkz est débarqué à la surprise générale et remplacé par le midlaner de l'équipe académique Zwyroo. Il est révélé ensuite que cela fait suite à une dispute entre Perkz et le manager d'Heretics. Ces changements n'améliorent pas véritablement l'équipe, finissant 5e au printemps et 7e en été, des résultats insuffisants pour se qualifier aux phases finales du LEC.

### Effectif
| Nat. | Pseudo  | Nom                 | Rôle     | Date d'entrée   |
| ---- | ------- | ------------------- | -------- | --------------- |
|      | Carlsen | Carl Ulsted Carlsen | Toplaner | 3 décembre 2024 |
|      | Sheo    | Théo Borile         | Jungler  | 3 décembre 2024 |
|      | Kamiloo | Kamil Haudegond     | Midlaner | 3 décembre 2024 |
|      | Flakked | Víctor Lirola       | Botlaner | 31 mai 2023     |
|      | Stend   | Paul Lardin         | Support  | 3 décembre 2024 |

|  | Peter Dun | Peter Dun     | Head Coach      | 10 décembre 2022 |
|  | Kirei     | Thomas Yuen   | Assistant Coach | 15 décembre 2023 |
|  | Lopon     | Jorge López   | Assitant Coach  | 15 décembre 2023 |
|  | ChaosDAD  | Josip Sokolić | Analyst         | 10 décembre 2022 |

| Nat. | Pseudo      | Nom                  | Rôle     | Date d'entrée    |
| ---- | ----------- | -------------------- | -------- | ---------------- |
|      | Carlsen     | Carl Ulsted Carlsen  | Toplaner | 15 décembre 2023 |
|      | Xerxe       | Andrei Dragomir      | Jungler  | 15 décembre 2023 |
|      | Sertuss     | Daniel Gamani        | Midlaner | 12 mars 2024     |
|      | Jackspectra | Jakob Gullvag Kepple | Botlaner | 23 mai 2023      |
|      | whiteinn    | Alexandru Kolozsvari | Support  | 15 décembre 2023 |

|  | Machuki     | Víctor Machuca Segura    | Head Coach      | 15 décembre 2023 |
|  | Naruterador | Ramón Meseguer Fructuoso | Assistant Coach | 10 décembre 2022 |

## Valorant

### Pré-franchise (2020-2022)
L'équipe Valorant est créé en 2020. Team Heretics performe d'entrée en remportant toutes les coupes nationales en Espagne. Le 6 décembre 2020, Heretics remporte le titre du First Strike Europe, un tournoi couronnant le champion d'Europe organisé par Riot Games et BLAST, auquel participent de grandes équipes comme G2 Esports (qu'ils ont battu en demi-finale) et Team Liquid, et remporte un prix de 40 000 $. L'équipe clôt la saison avec 6 titres sur 6 possibles, un bilan de 35 victoires pour une seule défaite et un statut incontestable de meilleure équipe européenne.
Cependant 2021 et en 2022, l'équipe deviendra très irrégulière et les résultats seront globalement décevants, malgré quelques bonnes performances, comme une finale des Masters 1 EU perdue contre Acend, futur champion du monde, en 2021. L'équipe s'effondre après cette finale et ne dispute aucune compétition internationale en 2021. En 2022, Team Heretics ne parvient pas à se qualifier en Challengers EU (la ligue qualificative pour les Masters et Champions) et jouent donc un cran en-dessous, dans le championnat régional espagnol. Là encore, l'écurie espagnole est en grande difficulté finissant dernier de la première partie de saison, mais parvient à sauver sa place en remportant les barrages de relégation. Ils finissent la seconde partie de saison à la huitième place.
Le 21 septembre 2022, Riot Games annonce les équipes partenaires qui feront partie à compter de 2023 de leur nouvelle ligue : le VCT EMEA. Trois équipes espagnoles, dont Team Heretics, ont été choisies pour participer aux côtés de sept autres organisations européennes, garantissant pendant 4 ans un maintien au plus haut niveau compétitif sans risquer de relégation.

### VCT EMEA (2023-)

#### Saison 2023
Pour sa première saison dans l'élite européenne, Team Heretics renouvelle une grande partie de son effectif. Ils conservent le Franco-Algérien Wassim "keloqz" Cista, et signent Óscar "mixwell" Cañellas Colocho, Ričardas "Boo" Lukaševičius, Auni "AvovA" Chahade et l'ancien champion du monde Aleksander "zeek" Zygmunt. La saison est cependant un calvaire, avec une élimination au premier tour du LOCK//IN contre les Evil Geniuses, une dernière place en championnat, ex-aequo avec KOI et Karmine Corp, où le coach Brandon "Weber" est même obligé de remplacer zeek au cours de la saison, jugé trop peu performant. Malgré le recrutement en urgence de l'ancienne star de Fortnite Benjy "benjyfishy" David Fish, Heretics enregistre une élimination au premier tour du tournoi de la dernière chance face à KOI ce qui conclut leur saison d'une piètre manière.

#### Saison 2024
Après le désastre de la saison 2023, la majorité des joueurs est invitée à partir. Boo, benjyfishy et les entraîneurs sont conservés et Team Heretics recrute Dominykas "MiniBoo" Lukaševičius, le petit frère de Boo, ainsi que Enes "RieNs" Ecirli et Mert "Wo0t" Alkan, deux prodiges de la ligue régionale turque. Cependant, Wo0t n'aura 18 ans qu'à partir de mars 2024 et un joueur mineur ne peut pas jouer en VCT. Heretics recrute ainsi un joueur temporaire pour le début de saison : Patryk "PaTiTek" Fabrowski. L'équipe est alors loin d'être considérée comme un prétendant au titre.
Cependant au tournoi de lancement de la saison, Heretics s'affirme comme une équipe sérieuse, battant FUT Esports et Natus Vincere, pourtant parmi les favoris de la ligue, pour se qualifier aux Masters Madrid. Team Heretics est battu en finale par Karmine Corp, qu'ils avaient pourtant battu en groupe. Aux Masters Madrid, à domicile, l'équipe fait l'apprentissage du plus haut niveau en étant éliminé d'entrée par Sentinels, futur vainqueur et Paper Rex, actuel vice-champion du monde.
Wo0t ayant acquis sa majorité, Team Heretics lance sa saison régulière au complet. Malgré une saison régulière balbutiante, Team Heretics parviennent à se qualifier aux Masters Shanghai en rebattant Natus Vincere et FUT Esports en play-offs. L'équipe s'incline cependant en finale de nouveau, cette fois-ci face à Fnatic. MiniBoo, qui doit jongler entre compétition et examens scolaires, doit déclarer forfait à cause d'un début de burn-out. PaTiTek, libre depuis les Masters Madrid, accepter de rejouer le pompier de service pour Team Heretics. Malgré un joueur important en moins, les Heretics parviennent à se hisser en finale en sortant de grosses écuries comme FunPlus Phoenix, Edward Gaming, 100 Thieves et G2 Esports. Cependant, los niños ("les enfants", surnom donné en raison du jeune âge de l'effectif) s'inclinent de nouveau en finale, la 3e perdue cette année, face à Gen.G Esports.
MiniBoo reposé et rétabli, Team Heretics attaque la dernière partie de la saison de nouveau au complet. Team Heretics finit 3ème du championnat et se qualifie pour les VCT Champions. À Séoul, Heretics atteint les play-offs en battent FPX de nouveau et en prenant leur revanche sur Gen.G. L'équipe espagnole bat ensuite Fnatic avant de tomber contre les américains de Leviatán. Placé dans l'arbre des perdants, los niños entament une remontée en éliminant DRX, Sentinels et Leviatán, pour retrouver en grande finale les Chinois d'Edward Gaming. Team Heretics démarre bien la finale en ouvrant le score, mais se retrouve ensuite dos au mur en concédant les 2 manches suivantes. Team Heretics parvient à provoquer une manche décisive en gagnant miraculeusement leur dernier point. Dans la cinquième manche, Edward Gaming, bien plus à l'aise sur la carte se retrouve à 11-4, à deux points du sacre. Los niños entament alors une remontée, revenant à 11-9 et en situation économique favorable pour accrocher le dixième point. Cependant, Zheng "ZmjjKK" Yong Kang élimine 4 membres de Team Heretics à lui tout seul, permettant à Edward Gaming de couper net le momentum d'Heretics et d'assurer à la Chine son premier titre international. Si près du graal, les joueurs d'Heretics doivent se contenter une nouvelle fois de la seconde place et quittent la scène en pleurs.

### Effectif
| Nat. | Pseudo     | Nom                    | Rôle   | Date d'entrée    |
| ---- | ---------- | ---------------------- | ------ | ---------------- |
|      | Boo        | Ričardas Lukaševičius  | Joueur | 10 novembre 2022 |
|      | benjyfishy | Benjy David Fish       | Joueur | 12 juillet 2023  |
|      | MiniBoo    | Dominykas Lukaševičius | Joueur | 10 octobre 2023  |
|      | RieNs      | Enes Ecirli            | Joueur | 10 octobre 2023  |
|      | Wo0t       | Mert Alkan             | Joueur | 10 octobre 2023  |

|  | Neilzinho | Neil Finlay   | Head Coach | 10 novembre 2022 |
|  | weber     | Brandon Weber | Coach      | 10 novembre 2022 |
|  | Pablo     | Pablo López   | Analyste   | 11 janvier 2024  |

## FIFA
Créée en septembre 2021, l'équipe recrute Matias et H1dalgo pour la saison 2022. Heretics représentera le Real Saragosse en ligue espagnole. S'ils remporteront une coupe sous le maillot Heretics durant l'année, Matias ne pourra faire mieux qu'une 8e place en play-offs avec le Real Saragosse malgré une bonne saison régulière. Cependant, il réalisera un excellent parcours en eChampions League, remontant tout le lower bracket mais échouant en finale malgré le gain du premier match.
En 2023, c'est le Real Betis que Heretics représentera. Si le parcours en eChampions League sera beaucoup plus bref, auteur d'une très bonne phase régulière d'eLiga, Matias ira chercher le titre en play-offs sous le maillot du Betis. Cependant, quelques semaines après avoir annoncé le départ d'H1dalgo, Heretics annonce que Matias et Edu, son coach, quittent l'équipe également. La section FIFA est donc à l'arrêt depuis ces départs.

## Palmarès
| League of Legends | Valorant | FIFA                                                             |
| --- | --- | ---------------------------------------------------------------- |
| - EMEA Masters - Champion Estival en 2022 - SuperLiga - Champion Estival en 2022 - Finaliste Printanier en 2023 - Champion Printanier en 2024 - Champion Estival en 2024 - SuperLiga Segunda División - Champion Printanier en 2017 - Iberian Cup - Champion en 2023 | - Valorant Champions Tour - Finaliste du Valorant Champions en 2024 - Finaliste du Masters Shanghai en 2024 - VCT EMEA - Finaliste du kick-off en 2024 - Finaliste du Split 1 en 2024 - First Strike Europe - Champion en 2020 - LVP Crossfire Cup - Champion en 2022 | - eLiga - Champion sur FIFA 23 - TOTS Cup - Champion sur FIFA 22 |